# 工人抵抗
工人抵抗（烏克蘭語：Robitnichi Sprotiv）是乌克兰的一个已不存在的托洛茨基主义政党。该党成立于1994年。该党曾是工人国际委员会的支部。
2000年2月，工人抵抗的主要成员开始通过互联网从多个外国社会主义政党或国际组织处诈骗钱财。他们以各种编造出来的组织名称的名义，与那些在乌克兰没有合作伙伴或分支的组织联络，探讨合作事宜。这些政党和组织大多数热衷于建立新分支，因此，他们向工人抵抗的主要成员提供翻译和打印文件、购买计算机设备和维护办公室的资金。
2003年夏季初，工人国际委员会国际书记处首次得知此事；同年9月，工人国际委员会国际书记处对诈骗事件进行调查后，将参与欺诈的七名成员开除出工人国际委员会。从那时起，工人抵抗进行重组，余下的成员尝试重建该党。